# Everything Changes (chanson de Take That)
Singles de Take That
Babe
(1993) Love Ain't Here Anymore
(1994)
Clip vidéo
[vidéo] « Everything Changes », sur YouTube
Everything Changes est une chanson du boys band anglais Take That extraite de leur deuxième album studio, intitulé Everything Changes et sorti (au Royaume-Uni) le 11 octobre 1993.
Le 28 mars 1994, cinq mois et demi après la sortie de l'album, la chanson a été publiée en single. C'était le cinquième single tiré de cet album.
Le single a débuté à la 1re place du hit-parade britannique (pour la semaine du 3 au 9 avril 1994) et gardé cette place une semaine de plus.